# Elisa Jiménez Armas
Elisa Jiménez Armas (Zaraza, Venezuela, 1935 - Caracas, 30 de mayo de 1994) fue una psicóloga social venezolana, egresada de la Universidad Central de Venezuela en 1965, luchadora por los derechos de las mujeres, fundadora de la Asociación Venezolana para una Educación Sexual Alternativa (AVESA).

## Primeros años
Hija de Mercedes Armas Guzmán (Merche) y Pedro Jiménez Pérez, ambos nativos del estado Guárico, llamado corazón del llano en Venezuela, Elisa formó parte de esa generación de mujeres de América Latina y del mundo que entendió que la igualdad de derechos entre hombres y mujeres era imposible sin abordar el tema de la sexualidad y la reproducción. Dedicó más de la mitad de su vida a la promoción y defensa de los derechos sexuales y reproductivos como derechos humanos.
A los nueve años fue enviada a estudiar interna a Caracas al colegio de monjas San José de Tarbes. En 1947, durante los tiempos de migración masiva hacia los centros urbanos en Venezuela, su familia se muda a la capital. Caracas ofrecía mejor alternativa para Elisa y sus hermanos quienes ya iniciaban sus estudios de bachillerato. Estudió en el liceo Andrés Bello, uno de los tres que había en la ciudad para la época.
Formó parte de la Juventud Comunista del liceo Andrés Bello y posteriormente se incorpora a la Unión de Muchachas Venezolanas, quedando como secretaria estudiantil. Durante ese periodo se ocupó de los comités que se creaban en los liceos, de darles actividades y de inscribir la gente. Dentro de las filas de la organización y de su círculo de allegados se le recuerda como una mujer destacada, participativa y muy activa.

### Trayectoria
Elisa inició sus estudios de psicología en el año 1960. En 1961 partió con la familia a México donde su esposo, Simón Muñoz realizaría una especialización en cardiología infantil, al año siguiente viajaron a Canadá por las mismas razones. Al volver a Venezuela Elisa reanuda sus estudios y se gradúa de Psicóloga de la Universidad Central de Venezuela en 1965.
Se divorcia en 1966 y se integra ese mismo año al Centro de Orientación Familiar, COF, de la Maternidad Concepción Palacios como la psicóloga del programa, del que seis años después fue coordinadora.
Uno de los aportes fundamentales de Elisa Jiménez es su enfoque de la Educación Sexual, no sólo empezó a hablar de este asunto hace más de tres décadas, cuando requería un enorme valor enfrentar este tabú, sino que lo hizo desde la perspectiva hoy día llamada dialógica-concientizadora lo cual era totalmente innovador. Su propuesta conceptual y metodológica tuvo su origen en su trabajo con las mujeres en la Maternidad y luego ella misma lo extendió a adolescentes, docentes y profesores/as universitarios/as.
En febrero de 1976, a los diez años de graduada comenzó Elisa Jiménez su labor docente en la Escuela de Psicología de la Universidad Central, allí ejerció la docencia en las materias: “Aspectos Socioculturales de la Sexualidad”, “Psicología Social y Salud” y, “Educación Sexual y Concientización” y coordinó las pasantías de los estudiantes de Psicología Social.

También en 1976 hizo su primera intervención pública fijando posición en torno tema del aborto en un Foro en la Escuela de Psicología de la Universidad Central de Venezuela, dirigiéndose a los y las presentes de la siguiente manera:
“…Siendo la única mujer en este panel, he decidido que voy a hablar en nombre de las mujeres, que son las que tendrían que hablar aquí. Además vine por eso, no porque sea psicóloga ni directora de nada. Hablo porque soy mujer y la vida me concedió un maravilloso privilegio de haber ejercido la función de psicóloga, en un Centro a donde van mujeres de las clases humildes de Caracas. Ellas van a la Maternidad Concepción Palacios, no vienen a la UCV mucho menos a foros.[…] Veo que cuando se habla de legalizar o no el aborto se argumentan cifras, estadísticas, se argumentan las consecuencias psicológicas que pueden tener para la mujer, estas argumentaciones son importantes y son válidas, pero el problema es que a las mujeres no se les ha consultado aquí ni en ninguna parte.[…] Para terminar quiero decir que yo he tomado la palabra, para pedir la palabra para las mujeres. Propongo a la UCV, a la Escuela de Psicología y a la Escuela de Medicina y las escuelas que tienen que ver con los problemas sociales de nuestro país, que les den la palabra a las mujeres. Propongo que se inicie aquí una encuesta pública dirigida a la mujer venezolana, y que de una vez por todas se le de la oportunidad a la mujer de decir, que piensa ella sobre este problema. No tengo más nada que decir” 
Bajo su liderazgo se creó la Cátedra Libre de la Mujer Manuelita Sáenz en Universidad Central de Venezuela en 1983 y un año más tarde, el 20 de marzo de 1984, se fundó la “Asociación Venezolana para una Educación Sexual Alternativa” , AVESA, cuyo propósito esencial era: “la prestación de atención psicosocial , educativa y médica, en el área de la sexualidad a la población venezolana, a través de acciones informativas de orientación, asistencia e investigación, con énfasis sobre aquellos sectores de escasos recursos económicos”.

## AVESA
En 22 años de fundada AVESA ha ofrecido servicios de atención psicológica en violencia sexual y doméstica y en salud sexual y reproductiva a 9.086 mujeres, adolescentes, niñas y niños; ha capacitado a cientos de policías, jueces, fiscales, profesionales de la salud y líderes comunitarios para la atención adecuada a víctimas de violencia sexual y doméstica; ha formado a centenares de facilitadores para la promoción del ejercicio responsable de la sexualidad en los y las adolescentes y estos facilitadores a su vez han formado a miles de jóvenes y adolescentes para el ejercicio responsable de la sexualidad; ha creado un programa donde se han formado más de doscientos promotores y promotoras juveniles de la salud sexual y reproductiva que han participado en obras de teatro, programas de radio, videos, campañas, reuniones nacionales e internacionales para la promoción y defensa de sus derechos sexuales y reproductivos; ha participado como sociedad civil en la elaboración de leyes nacionales para erradicar la violencia contra la mujer, el abuso y la explotación sexual de niños y niñas, promover la equidad de género y consagrar los derechos sexuales y reproductivos; ha formado parte del movimiento social que a nivel nacional, regional y mundial denuncia las injusticias y le exige a los Estados la garantía de los derechos sexuales y reproductivos de toda la población.

## Muerte
El 30 de mayo de 1994, un mes después de haber cumplido 59 años murió Elisa Jiménez víctima de un cáncer.